# Quark (Marvel Comics)
Quark è un personaggio dei fumetti Marvel, è una pioniera degli studi sul comportamento umano.

## Biografia
Havok e Wolverine incontrano Quark nel parcheggio di un bar messicano, teatro di una furiosa rissa, e decidono di prendere in prestito la sua auto per allontanarsi dai guai. Durante la fuga, la vettura è speronata da alcuni loschi figuri, i due mutanti sconfiggono facilmente gli assalitori ma a quel punto la donna afferma che loro sono coloro che cercava e, estratta una pistola dalla borsetta, fa fuoco. Al risveglio, Havok si trova di fronte un'infermiera, in realtà Quark sotto mentite spoglie, che gli comunica che lo stanno curando per una pericolosa patologia che ha già ucciso il suo compagno.
Lasciato il suo paziente, la donna incontra i suoi misteriosi alleati e comunica loro che sta tenendo il mutante sotto stretta osservazione e che ha modificato la sua TV perché emetta un messaggio subliminale volto a soggiogarlo. Tornata da Havok, Quark continua a irretirlo ma l'allenamento del ragazzo lo porta a intuire che qualcosa non va con il suo apparecchio televisivo e quindi a distruggerlo con una scarica di energia.
Consultatasi con il suo superiore, il Dott. Neutron, Quark inizia ad aumentare il dosaggio delle droghe che somministra al giovane mutante e decide di sfruttare la sua convinzione che Wolverine non sia morto, lo fa incontrare con un uomo che afferma di essere della CIA e di sapere che il suo amico si trova in Polonia, poi, aiuta Alex a fuggire su di un biplano, poco prima che Logan irrompa sulla scena.
Durante il viaggio, Quark segretamente informa il Dott. Neutron su come procede il loro piano e viene a sapere che Wolverine è ancora libero e sulle loro tracce, le parole della donna tuttavia rivelano al suo capo come si stia realmente affezionando ad Alex. Giunti in Polonia, i due sono attaccati da Wolverine, caduto sotto controllo dei suoi nemici, la lotta è furiosa e termina con la morte di Logan. Quark consola Havok, poi lo guida all'interno della struttura dove trovano un indizio su dove si nasconde il responsabile delle loro disavventure, in un reattore nucleare nel subcontinente indiano, mentre i due partono, il fattore rigenerativo di Wolverine lo riporta in vita. Appena arrivati in India, Alex rivela a Quark di provare qualcosa per lei, anche la donna si abbandona a questo sentimento e comincia a sperare che il mutante sopravviva. Penetrati nel reattore, sono attaccati da Meltdown, mutante al servizio del Dott. Neutron, che purtroppo uccide Quark.

## Poteri e abilità
Quark è una esperta psicologa, abile nel manipolare gli esseri umani grazie alla dialettica e all'uso di stupefacenti. È un'ottima attrice ed abile nell'uso della pistola.